# 泡妞

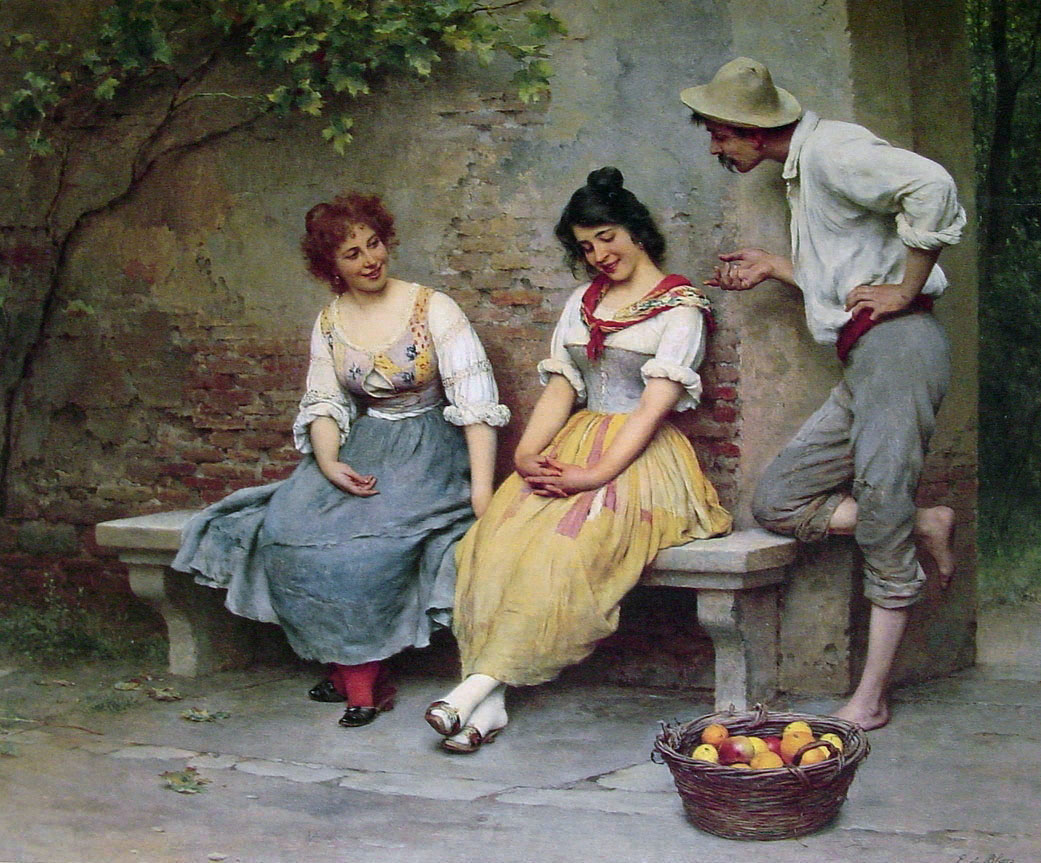
一个男子正在撩拨一个坐于路边的女子，女子显得有些腼腆

汉语俚语，泡妞、撩妹、把妹（English slang: Pick up girls, pick up women），粵語稱勼/溝女、𠝹女，陕西方言称钓蚌，是指向女子示好，以求被她青睐的行为过程。
相對應，泡仔、撩汉、泡帅哥，粵語勼/溝仔、𠝹仔，是指向男子示好，以求被他青睐的行为过程。

## 泡学
泡学是指如何与心上人建立关系的人际交往技术，最早可以追溯到1970年，当时Eric Weber写了一本书《泡妞攻略》（英語：《How To Pick Up Girls!》），被认为是泡学鼻祖。这一阶段，还有心理治疗师Albert Ellis写了《情色诱惑的艺术》。但这一阶段，只有零星的独立作者和泡妞导师，并没有形成社群。
1980年代后期，Ross Jeffries出版了关于泡妞技巧的短篇小说《如何睡你想睡的女人》。1994年，Ross Jeffries的学生刘易斯· 德佩恩创立了新闻组alt .seduction.fast（ASF），标志着勾引社群形成——一个以网络论坛、电子邮件、博客、社交媒体组成的网络。

## 关联词
- 搭訕
- 獵豔
- 約會
- 調情
- 求偶
- 爱情
- 性騷擾
- 勾引社群
- 人類擇偶策略